# Eréndira
La princesa Eréndira fue una integrante de la nobleza p'urhépecha que vivió entre 1503 y 1529, en la época en que los españoles llegaron a Michoacán. Tenía 16 o 17 años cuando los españoles invadieron México. Fue hija del cazonci purépecha, Tangáxoan Tzíntzicha, quien se rindió ante los españoles tras la caída del Estado mexica en 1521. Su nombre purépecha Erendirha significa ‘mañana risueña’.
La biografía de la princesa Eréndira y su papel como heroína aparece por primera vez en el libro de Eduardo Ruiz Michoacán, Paisajes, Tradiciones y Leyendas (1891), y está basada supuestamente en una tradición michoacana. Es posible que contenga pasajes que no necesariamente hayan sido reales. De acuerdo con ella, Eréndira fue la líder de la resistencia purépecha contra los españoles. 
Eréndira aparece en el mural pintado por Juan O'Gorman en la biblioteca pública Gertrudis Bocanegra de Pátzcuaro. El cineasta Juan Mora Catlett llevó en 2007 esta historia a la pantalla, en la película Eréndira Ikikunari (la Indomable).